# Amblyeleotris callopareia
Amblyeleotris callopareia är en fiskart som beskrevs av Nicholas Vladimir Polunin och Lubbock, 1979. Amblyeleotris callopareia ingår i släktet Amblyeleotris och familjen smörbultsfiskar. IUCN kategoriserar arten globalt som otillräckligt studerad. Inga underarter finns listade i Catalogue of Life.